# مورد الصراع

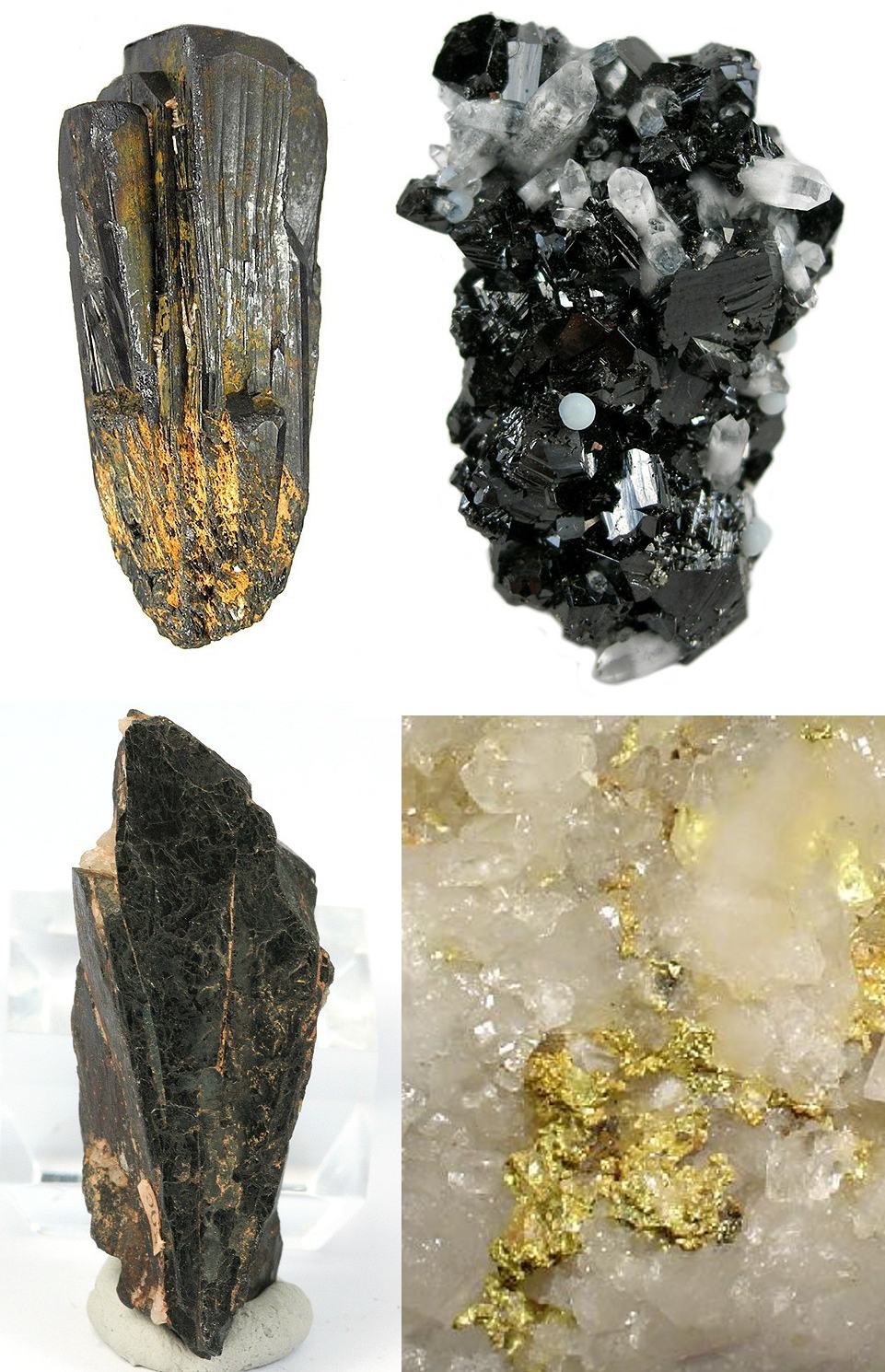
أربعة معادن متعارضة مشتركة، في اتجاه عقارب الساعة من أعلى اليسار: كولتان، حجر القصدير، خام الذهب، ولفراميت.

موارد الصراع هي الموارد الطبيعية المستخرجة في منطقة الصراع وبيعها لإدامة القتال، هناك أدلة إحصائية وقصصية على حد سواء على أن إمكانية وصول المحاربين إلى السلع الثمينة يمكن أن تطيل أمد النزاعات (لعنة الموارد)، كان أبرز الأمثلة المعاصرة هي المقاطعات الشرقية من جمهورية الكونغو الديمقراطية، حيث استفادت جيوش مختلفة وجماعات متمردة وجهات خارجية من التعدين بينما ساهمت في العنف والاستغلال أثناء الحروب في المنطقة.
المعادن الأربعة الأكثر شيوعاً للنزاع (المعروفة باسم 3TGs، من الأحرف الأولى منها) هي حجر القصدير (للقصدير)، ولفراميت (للتنجستن)، والكولتان (للتنتالوم)، وخام الذهب، والتي يتم استخراجها من شرق الكونغو، وتمر عبر مجموعة متنوعة من الوسطاء قبل شرائها، هذه المعادن ضرورية في تصنيع مجموعة متنوعة من الأجهزة، بما في ذلك الأجهزة الإلكترونية الاستهلاكية مثل الهواتف الذكية والأجهزة اللوحية وأجهزة الحاسوب.
يعتبر استخراج الماس الدموي وبيعه، المعروف أيضًا باسم (ماس الصراع)، ظاهرة معروفة تحدث في ظل ظروف متطابقة تقريبًا، حتى البترول يمكن أن يكون موردًا للنزاع؛ حيث استخدمت داعش عائدات النفط لتمويل أنشطتها العسكرية والإرهابية.
كانت هناك جهود دولية للحد من التجارة في موارد الصراع، والتي تحاول تقليل الحوافز لاستخراجها والقتال من أجلها، على سبيل المثال، في الولايات المتحدة، طالب قانون دود-فرانك لإصلاح وول ستريت وحماية المستهلك لعام 2010 المصنعين بمراجعة سلاسل التوريد الخاصة بهم والإبلاغ عن استخدام معادن الصراع، في عام 2015، ألغت محكمة استئناف فيدرالية أمريكية بعض جوانب متطلبات الإبلاغ باعتبارها انتهاكًا لحرية التعبير للشركات، لكنها تركت أخرى في مكانها.

## التاريخ
ظهر مفهوم مورد الصراع، أو سلعة الصراع في أواخر التسعينيات، في البداية فيما يتعلق بـ (الماس الدموي) الذي كان يمول التمردات في أنغولا وسيراليون، ثم قامت أخشاب النزاع بتمويل الأعمال العدائية في كمبوديا وليبيريا.

### الاتفاقيات
تمت مناقشة المفهوم رسميًا لأول مرة من قبل الجمعية العامة للأمم المتحدة في سياق (ألماس الصراع)، ومنذ ذلك الحين أشار مجلس الأمن التابع للأمم المتحدة إلى موارد الصراع في عدة قرارات.
دعت جلوبال ويتنس إلى تعريف دولي موحد لتسهيل تطبيق أكثر منهجية لقرارات الأمم المتحدة، ومنع التواطؤ في الانتهاكات أثناء الأعمال العدائية من قبل الكيانات التجارية التي تستغل موارد الصراع أو تتاجر بها، ومحاكمة مستغلي الحرب المشتبه في دعمهم أو تحريضهم على مجرمي الحرب.
...الموارد الطبيعية التي يسهم استغلالها وتجارتها المنتظمان في سياق الصراع في ارتكاب انتهاكات خطيرة لحقوق الإنسان أو انتهاكات للقانون الإنساني الدولي أو انتهاكات ترقى إلى مستوى الجرائم المنصوص عليها في القانون الدولي، أو يستفيد من ارتكابها أو يؤديان إليها.
- الشاهد العالمي، التعريف المقترح لموارد الصراع.
منذ عام 1996، قام مركز بون الدولي للتحويل بتتبع مسار الموارد وكثافة الصراع حسب البلد، بصرف النظر عن الوقود الأحفوري والمعادن والألماس والأخشاب، فإنه يتتبع إدارة السلع الأولية الأخرى التي قد تمول النزاعات، بما في ذلك بذور الخشخاش والتالك (أفغانستان)، والمطاط (كوت ديفوار)، والقطن (زامبيا)، والكاكاو (إندونيسيا).

## معادن الصراع
المعادن الأربعة الأكثر بروزًا للنزاع، على سبيل المثال المدون في قانون معادن الصراع الأمريكي، هي:
- كولمبيت-تانتليت (أو كولتان، المصطلح الإفريقي العامي) هو خام المعدن الذي يُستخرج منه عنصر التنتالوم، يستخدم في المقام الأول لإنتاج مكثفات التنتالوم، خاصة للتطبيقات التي تتطلب أداءً عاليًا، وتنسيقًا صغيرًا مضغوطًا وموثوقية عالية، من أجهزة السمع وأجهزة تنظيم ضربات القلب، إلى الوسائد الهوائية، ونظام تحديد المواقع العالمي، وأنظمة الإشعال وأنظمة الكبح المانعة للإنغلاق في السيارات، وحتى أجهزة الكمبيوتر المحمولة والهواتف المحمولة وأجهزة ألعاب الفيديو وكاميرات الفيديو والكاميرات الرقمية،[13] يمتلك التنتالوم، في شكله الكربيد، خصائص صلابة كبيرة ومقاومة للتآكل، نتيجة لذلك، يتم استخدامه في المحرك النفاث/ عنفات التوربينات، لقم الحفر، المطاحن الطرفية وغيرها من الأدوات.
- كاسيتريت هو الخام الرئيسي اللازم لإنتاج القصدير، وهو ضروري لإنتاج علب الصفيح واللحام على لوحات الدوائر للمعدات الإلكترونية،[14] يعتبر القصدير أيضًا أحد مكونات المبيدات الحيوية ومبيدات الفطريات وباعتباره رباعي بيوتيل القصدير/ رباعي الأوكتيل، وسيط في البولي فينيل كلوريد وتصنيع الطلاء عالي الأداء.
- ولفراميت هو مصدر مهم لعنصر التنجستن، التنجستن معدن كثيف جدًا ويستخدم كثيرًا لهذه الخاصية، مثل أوزان الصيد ونصائح السهام ورؤوس مضارب الغولف، مثل كربيد التنتالوم، يمتلك كربيد التنجستن صلابة وخصائص مقاومة التآكل، ويستخدم بشكل متكرر في تطبيقات مثل أدوات تشغيل المعادن، ومثاقيب الحفر والطحن، تستخدم كميات صغيرة لتحل محل الرصاص في (الذخيرة الخضراء)،[15] ويتم استخدام كميات قليلة في الأجهزة الإلكترونية، بما في ذلك آلية اهتزاز الهواتف المحمولة.ذهب

ذهب

- يستخدم الذهب في المجوهرات والاستثمارات والإلكترونيات ومنتجات طب الأسنان، كما أنه موجود في بعض المركبات الكيميائية المستخدمة في بعض عمليات تصنيع أشباه الموصلات.

يشار إليها أحيانًا باسم "3T's and gold" أو "3TG" أو حتى ببساطة "3T's"، بموجب قانون معادن الصراع الأمريكي، يمكن إضافة معادن إضافية إلى هذه القائمة في المستقبل.

## جمهورية الكونغو الديموقراطية
اعتبارًا من عام 2010، كان مصدر الصراع الذي يغذي الحرب الأكثر دموية في العالم هو الذهب في الكونغو، سبائك الذهب أقل قابلية للتتبع من الماس، والذهب متوفر بكثرة في منطقة الصراع في كيفو، على أي حال، لا يوجد معيار لصناعة المجوهرات للتحقق من منشأ الذهب، كما هو الحال بالنسبة للماس -على الرغم من أن إجمالي إنفاق الجواهريين على الذهب يبلغ خمسة أضعاف ما ينفقه على الماس-، معادن النزاع الأخرى التي يتم تصديرها بشكل غير قانوني من الكونغو تشمل الكوبالت والتنجستن والقصدير والكولتان -الذي يوفر التنتالوم للهواتف المحمولة، ويقال أيضًا أنه يدعم الصراع بشكل مباشر.
وقع النزاع المسلح ونهب الموارد المعدنية من جانب الجيش الوطني الكونغولي ومختلف الجماعات المتمردة المسلحة، بما فيها القوات الديمقراطية لتحرير رواندا والمؤتمر الوطني للدفاع عن الشعب، وهي جماعة تابعة للميليشيات الرواندية، طوال أواخر القرن العشرين وأوائل القرن الحادي والعشرين، وبالإضافة إلى ذلك، فإن نهب الموارد الطبيعية في الكونغو لا يقتصر على الجهات الفاعلة المحلية، خلال حروب الكونغو (حرب الكونغو الأولى (1996-1997) وحرب الكونغو الثانية (1998-2003)، استفادت رواندا وأوغندا وبوروندي بشكل خاص من موارد الكونغو، واستمرت هذه الحكومات في تهريب الموارد إلى خارج الكونغو حتى يومنا هذا.
وقد مولت الأرباح الآتية من بيع هذه المعادن القتال في حرب الكونغو الثانية واستمرار الصراعات في أعقابها، كما أصبحت مراقبة الألغام المربحة هدفًا عسكريًا.

### الألغام
وغالبًا ما تقع الألغام في شرق الكونغو بعيداً عن المناطق المأهولة بالسكان، إنما في المناطق النائية والخطيرة، وتشير دراسة حديثة أجرتها دائرة معلومات السلام الدولية إلى وجود جماعات مسلحة في أكثر من 50 في المائة من مواقع التعدين، وفي العديد من المواقع، تفرض الجماعات المسلحة ضرائب غير قانونية على المدنيين وتنتزعهم وتكرههم على العمل، ويعمل عمال المناجم، بمن فيهم الأطفال، لمدة تصل إلى 48 ساعة في خضم الانهيارات الطينية وانهيارات الأنفاق التي تقتل الكثيرين، وغالبًا ما تنتمي هذه الجماعات إلى جماعات المتمردين، أو مع الجيش الوطني الكونغولي، ولكن كلاهما يستخدم الاغتصاب والعنف للسيطرة على السكان المحليين.

## قانون الولايات المتحدة
في أبريل 2009، قدم السناتور سام براونباك (جمهوري-كانساس) قانون معادن الصراع في الكونغو لعام 2009 (ص 891) لمطالبة شركات الإلكترونيات بالتحقق من مصادرها من حجر القصدير والولفراميت والتنتالوم والكشف عنها، هذا التشريع مات في اللجنة، ومع ذلك، أضاف براونباك لغة مماثلة للمادة 1502 من قانون دود-فرانك لإصلاح وول ستريت وحماية المستهلك، الذي أقر الكونغرس ووقع ليصبح قانونًا من قبل الرئيس باراك أوباما في 21 يوليو 2010.
مشروع اللوائح الصادرة عن لجنة الأوراق المالية والبورصات الأمريكية لتنفيذ قانون المعادن المتنازع عليها، والذي تم نشره في السجل الفيدرالي بتاريخ 23 كانون الأول (ديسمبر) 2010، كان سيتطلب من الشركات الأمريكية وبعض الشركات الأجنبية الإبلاغ عن استخدامهم لما يسمى معادن الصراع من جمهورية الكونغو الديمقراطية أو البلدان المجاورة في منتجاتها، تم تمديد التعليقات على هذا الاقتراح حتى 2 مارس 2011، كانت التعليقات على الاقتراح قابلة للمراجعة من قبل الجمهور.
وذكر أحد التقارير المتعلقة  بالاقتراح الإحصائيات التالية للتعليقات المقدمة:
- قُدِّم إلى لجنة الأوراق المالية والبورصة ما يزيد قليلاً عن 700 رسالة تعليق بشأن هذا الاقتراح .
- وكان ما يقرب من 65 في المائة من هذه الرسائل رسائل شكلية أو رسائل أساسية من عامة الجمهور تؤيد القصد من القاعدة.
- تمثل نسبة 35 في المائة المتبقية (حوالي 270) آراء الشركات والجمعيات التجارية والصناعية والمجتمع الاستثماري/ المالي وشركات التدقيق المهنية والكيانات الحكومية الأخرى ذات الصلة.
- ومن بين تلك التعليقات البالغ عددها 270، كان هناك ما يقدر بـ 200 تعليق يحتوي على تعليقات موضوعية أو فنية.

احتوى هذا التقرير أيضًا على ما يسميه (معاينة لوائح لجنة الأوراق المالية والبورصات النهائية) التي تم تجميعها من بحثهم التفصيلي وتحليلهم لمجموعة كبيرة من الوثائق والتقارير وغيرها من المعلومات حول القانون واللوائح المقترحة والموازنة الحالية للوضع السياسي الذي يواجه لجنة الأوراق المالية والبورصات، وفي الإدارة الحالية دخلت القاعدة النهائية حيز التنفيذ في 13 نوفمبر 2012.
ولم يمر المجتمع الدولي دون أن يلاحظه أحد، بما في ذلك الكيانات التي تسعى إلى تقويض جهود التتبع، وأظهر تقرير نشره منشور عن تجارة المعادن طريقة واحدة لركاز جمهورية الكونغو الديمقراطية وهي تدفق المعادن التي يبدو أنها وضعت لإحباط الكشف.
في 15 يوليو/ تموز 2011، أصدرت وزارة الخارجية الأمريكية بياناً  حول هذا الموضوع، وتنص المادة 1502 (ج) من القانون على أن تعمل وزارة الخارجية بالتعاون مع لجنة الأوراق المالية والبورصة على بعض عناصر وضع السياسات المتعلقة بالمعادن في الصراعات ودعمها.
في 23 تشرين الأول/ أكتوبر 2012، أكد مسؤولون في وزارة الخارجية الأمريكية أنه في نهاية المطاف، يقع على عاتق وزارة الخارجية الأمريكية تحديد متى لن تعود هذه القاعدة سارية.
وفي نيسان/أبريل 2014، ألغت محكمة الاستئناف في دائرة مقاطعة كولومبيا في الولايات المتحدة عدة أجزاء من قواعد لجنة الأوراق المالية والبورصة باعتبارها غير دستورية.

### متطلبات التدقيق والإبلاغ
يحتوي قانون الولايات المتحدة لصراع المعادن على شرطين مترابطين بشكل وثيق:
- عمليات تدقيق مستقلة لتتبع سلسلة التوريد من طرف ثالث.
- الإبلاغ عن معلومات التدقيق للجمهور والمجلس الأعلى للتعليم.

حتى الشركات التي لا تخضع للتنظيم المباشر من قبل هيئة الأوراق المالية والبورصات سوف تتأثر بمتطلبات التدقيق لأنها ستدفع إلى أسفل من خلال سلاسل التوريد بأكملها، بما في ذلك الشركات المملوكة للقطاع الخاص والشركات الأجنبية، وقدرت هيئة الأوراق المالية والبورصات أن 1199 (مُصدِر) -أي الشركات الخاضعة لتقديم تقارير أخرى من هيئة الأوراق المالية والبورصات- سيُطلب منهم تقديم تقارير كاملة عن المعادن المتعلقة بالنزاع، تم تطوير هذا التقدير من خلال إيجاد كمية التنتالوم التي تنتجها جمهورية الكونغو الديمقراطية مقارنة بالإنتاج العالمي (15% - 20%)، اختارت اللجنة الرقم الأعلى بنسبة 20% وضربته في 6.000 (العدد الإجمالي لـ (المصدرين) سيكون مطلوبًا لإجراء تقييمات المنتج)، لا يأخذ هذا التقدير في الحسبان الشركات التي تزود (المصدرين) بالمواد -لكنهم ليسوا خاضعين لرقابة هيئة الأوراق المالية والبورصات الأمريكية- ولكن من شبه المؤكد أنه سيُطلب منهم إجراء عمليات تدقيق في معادن الصراع لتلبية متطلبات هؤلاء العملاء، حيث تشير تقديرات أخرى إلى أن العدد الإجمالي للشركات الأمريكية المحتمل تأثرها قد يتجاوز 12000.
دراسة عن التأثير المحتمل للتنظيم في أوائل عام 2011 من قبل الاتحاد التجاري، تم تقديمه مع تعليقات الجمعية إلى لجنة الأوراق المالية والبورصات، تشير الدراسة إلى أن المشاركين في مسح IPC لديهم متوسط 163 موردًا مباشرًا، يؤدي تطبيق هذا الرقم على العدد التقديري لمصدري الأوراق المالية المتأثرين إلى إمكانية وجود أكثر من 195000 شركة يمكن أن تخضع لمستوى معين من جهود تتبع سلسلة التوريد.

### قابلية التطبيق بشكل عام
بموجب القانون، يتعين على الشركات تقديم تقرير سنوي عن معادن الصراع إلى لجنة الأوراق المالية والبورصات إذا:
- (أ) يُطلب منهم تقديم تقارير إلى لجنة الأوراق المالية والبورصات بموجب قانون الصرف لعام 1934.
- (ب) تكون المعادن المتنازع عليها ضرورية لوظيفة أو إنتاج منتج يصنعونه أو يتعاقدون على تصنيعه، يحتوي هذا البيان على مفهومين منفصلين ولكن حاسمين: الغرض من المعادن المتضاربة في المنتج، والسيطرة التي تمارسها الشركة على عملية التصنيع.

تعتبر الشركة متعاقدة على صنف ليتم تصنيعه إذا:
- مارست أي تأثير على عملية التصنيع.
- تقديم منتج عام باسم علامتها التجارية الخاصة أو اسم علامة تجارية منفصلة (بغض النظر عما إذا كان للشركة أي تأثير على عملية التصنيع) وتعاقد الشركة لتصنيع المنتج خصيصًا لنفسها.

تشير هذه اللغة إلى أن بعض تجار التجزئة الذين ليسوا مصنّعين قد يخضعون لمتطلبات التدقيق والإفصاح.
يتطلب (التعاقد على تصنيع) منتج ما بعض التأثير الفعلي على عملية تصنيع ذلك المنتج، وهو تحديد يستند إلى الحقائق والظروف، لا يمكن اعتبار الشركة ذات تأثير على عملية التصنيع إذا كانت:
- تلصق علامتها التجارية أو شعارها أو ملصقها على منتج عام تم تصنيعه بواسطة طرف ثالث.
- خدمات أو صيانة أو إصلاح منتج تم تصنيعه بواسطة طرف ثالث.

حاولت اللوائح المقترحة توضيح أن الأدوات المستخدمة في التجميع والتصنيع لن تؤدي إلى تطبيق القانون، كان القصد تغطية المعادن في المنتج النهائي فقط،، لا شيء يعالج على وجه التحديد العمليات الكيميائية الوسيطة التي تستخدم مواد كيميائية تحتوي على معادن متضاربة، بالإضافة إلى ذلك، لم يحدد القانون ولا اللائحة المقترحة حدًا أدنى للكمية أو أي شكل آخر من أشكال عتبة الأهمية النسبية التي من شأنها أن تحول دون تطبيق متطلبات المراجعة لإعداد التقارير.

### تدقيق تتبع سلسلة التوريد
ينص القانون على استخدام مدقق حسابات مستقل للقطاع الخاص لإجراء عمليات التدقيق، اقترحت الشركة السعودية للكهرباء معيارين مختلفين لعمليات التدقيق: التحقيق المعقول والعناية الواجبة، إذا تضمنت القاعدة النهائية هذا الهيكل، فإن الاستفسار المعقول سيكون الخطوة الأولى لتحديد ما إذا كان بإمكان الشركة بمفردها، باستخدام جهود معقولة ومعلومات جديرة بالثقة، اتخاذ قرار موثوق به فيما يتعلق بمصدر القصدير والتنتالوم والتنجستن والذهب، عندما تكون الشركات غير قادرة على اتخاذ مثل هذا القرار لأي سبب من الأسباب، سيُطلب منها بعد ذلك اتخاذ الخطوة التالية من العناية الواجبة، وهي مراجعة القطاع الخاص المستقلة.
وحدد القانون أن عمليات التدقيق تتم وفقًا للمعايير التي وضعها المراقب المالي العام للولايات المتحدة، وفقًا للقواعد التي أصدرتها المفوضية، وهذا يعني أن نفس معايير التدقيق التي تنطبق على متطلبات تدقيق لجنة الأوراق المالية والبورصات الأخرى ستنطبق على عمليات تدقيق معادن الصراع، بسبب هذه اللغة سيكون لدى SEC سلطة تقديرية قليلة للسماح للشركات بإصدار بيانات أو شهادات يتم إنشاؤها ذاتيًا لتلبية القانون.
بدأت عمليات تدقيق الطرف الثالث لإمكانية تتبع سلسلة إمداد المعادن المتنازع عليها في صيف 2010 في إطار تحالف مواطنة الصناعة الإلكترونية، وهو اتحاد تجاري لتصنيع الإلكترونيات مقره الولايات المتحدة، في إطار هذا البرنامج، اختارت مواطنة الصناعة الإلكترونية ثلاث شركات تدقيق لإجراء عمليات تدقيق فعلية، حيث شاركت اثنتان من الشركات الثلاث في عمليات التدقيق التجريبية في عام 2010، بعد الانتهاء من البرنامج التجريبي، انسحبت إحدى الشركتين المشاركتين في عام 2010 من البرنامج على وجه التحديد استجابةً إلى اقتراح الشركة السعودية للكهرباء وتقليل المخاطر القانونية المحتملة على الجهات الخاضعة للرقابة تحدد أو تتفاوض بشأن الشروط التعاقدية مع الشركة المصنعة التي لا تتعلق مباشرة بتصنيع المنتج.
لا يوفر القانون أو اللوائح المقترحة إرشادات بشأن ما سيعتبر نطاقًا أو عملية تدقيقية مقبولة، مفضلين السماح للشركات بالمرونة التي تلبي المتطلبات بطريقة تستجيب لأعمالها الفردية وسلسلة التوريد الخاصة بها، في الوقت نفسه، يحتوي القانون على حكم يحافظ على حقوق الحكومة في اعتبار أي تقرير أو تدقيق أو أي إجراءات أخرى للعناية الواجبة غير موثوقة، وفي مثل هذه الحالات، يجب ألا يستوفي التقرير متطلبات اللوائح، مع التأكيد على الحاجة لمثل هذه المراجعات لتتوافق مع معايير التدقيق المعمول بها في لجنة الأوراق المالية والبورصات، وأشارت التعليقات على اللائحة المقترحة إلى أنه إذا لم تحدد هيئة الأوراق المالية والبورصات معيار تدقيق معمول به، فلا يمكن أن تكون صامتة أو غامضة بشأن معايير المدقق أيضًا، أو أن المفوضية ستنتهك اللغة الواضحة للقانون الذي يفرض المعايير التي وضعها المراقب المالي العام للولايات المتحدة، من المتوقع بشكل عام أن تقدم الشركة السعودية للكهرباء خصوصية لكل من معيار التدقيق ومعيار المدقق، حيث حاولت اقتراح توضيح موقفها من متطلبات المدقق.
نشرت منظمة التعاون الاقتصادي والتنمية إرشاداتها بشأن إمكانية تتبع سلسلة إمداد المعادن المتنازع عليها، يكتسب هذا التوجيه الكثير من الزخم باعتباره المعيار في السياسة الأمريكية، ومع ذلك، فإن تحليلًا نقديًا حديثًا للمعيار مقارنةً بمعايير التدقيق الأمريكية الحالية بموجب لجنة الأوراق المالية والبورصات سلط الضوء على عدد من التناقضات الكبيرة والتعارض مع المعايير الأمريكية ذات الصلة، وقد تواجه الشركات الخاضعة لقانون الولايات المتحدة والتي تنفذ إرشادات منظمة التعاون الاقتصادي والتنمية دون اعتبار لمعايير تدقيق لجنة الأوراق المالية والبورصات مخاطر الامتثال القانوني.

### الإبلاغ والإفصاح
سيُطلب من الشركات الخاضعة لمتطلبات الإبلاغ عن هيئة الأوراق المالية والبورصات الكشف عما إذا كانت المعادن المستخدمة في منتجاتها قد نشأت في جمهورية الكونغو الديمقراطية أو البلدان المجاورة (كما هو محدد أعلاه)، وينص القانون على تقديم هذا التقرير سنويًا، وطلبت العديد من التعليقات على اللائحة المقترحة من الشركة السعودية للكهرباء أن توضح ما إذا كان يجب تقديم التقرير- مما يعني أنه يجب إتاحته للجنة الأوراق المالية والبورصات ولكن ليس مدمجًا بشكل مباشر في التقرير المالي الرسمي للشركة - مما يعني أنه تم دمج التقرير مباشرة في تقرير مالي، للوهلة الأولى قد تبدو هذه نقطة ثانوية؛ ومع ذلك، فإن هذا الاختلاف مهم للغاية في تحديد معايير المراجعة والالتزامات ذات الصلة.
إذا تم تحديد عدم نشوء أي من المعادن في جمهورية الكونغو الديمقراطية أو البلدان المجاورة، فيجب أن يتضمن التقرير بيانًا بهذا المعنى وأن يقدم تفسيرًا لتحليل بلد المنشأ الذي تم استخدامه للوصول إلى النتيجة النهائية، من ناحية أخرى، إذا تم استخدام معادن الصراع التي منشؤها جمهورية الكونغو الديمقراطية أو البلدان المجاورة (أو إذا لم يكن من الممكن تحديد بلد منشأ معادن النزاع المستخدمة)، فسيُطلب من الشركات أن تذكر ذلك في التقرير السنوي، في كلتا الحالتين، سيُطلب من الشركات أيضًا نشر هذه المعلومات من خلال نشر تقرير معادن الصراع السنوي على مواقعها على الويب، وتزويد لجنة الأوراق المالية والبورصات بعناوين الإنترنت حيث يمكن العثور على التقارير، علاوة على ذلك، تتطلب اللوائح المقترحة من الشركات الاحتفاظ بسجلات تتعلق ببلد منشأ معادن النزاع المستخدمة في منتجاتها.
أفادت وسائل الإعلام أن العديد من الشركات المطلوب منها تقديم تقارير الإفصاح المتخصصة إلى لجنة الأوراق المالية والبورصات الأمريكية وأي تقارير ضرورية عن معادن الصراع لعام 2013 بموجب قانون معادن الصراع الخاص بها فهي تكافح من أجل الوفاء بالموعد النهائي لتقديم التقارير في 2 يونيو 2014، حيث كانت العديد من الشركات المتأثرة تأمل في الحصول على توضيح بشأن متطلبات التقديم، من محكمة استئناف الولايات المتحدة لدائرة مقاطعة كولومبيا من دعوى قضائية رفعتها الرابطة الوطنية للمصنعين، تُرك حكم محكمة الاستئناف متطلبات الإبلاغ عن معادن الصراع الضرورية سليمة إلى حد كبير، وقد اقترح أن تقوم الشركات المتأثرة بمراجعة رد قسم هيئة الأوراق المالية والبورصات في شركة التمويل على قرار المحكمة الذي يوفر إرشادات بشأن تأثير حكم محكمة الاستئناف.
في 18 أغسطس 2015، قضت محكمة الدائرة المنقسمة في العاصمة مرة أخرى بأن مادة النزاع الخاصة بلجنة الأوراق المالية والبورصات تنتهك التعديل الأول، قام قاضي الدائرة الأول أ. ريموند راندولف، برفقة قاضي الدائرة الأول ديفيد ب. سينتيل، برأي ما إذا كانت الإفصاحات المطلوبة فعالة وغير مثيرة للجدل، نقلاً عن تقارير إخبارية وجلسة استماع في الكونجرس، قررت المحكمة أن السياسة غير فعالة، بعد ذلك وجدت المحكمة أن التسمية المطلوبة كانت مثيرة للجدل لأنها استعارة تنقل المسؤولية الأخلاقية عن حرب الكونغو، على هذا النحو، ألغت المحكمة متطلبات الإفصاح لقاعدة مواد النزاع باعتبارها انتهاكًا لحرية التعبير للشركات، اعترض قاضي الدائرة سري سرينيفاسان، فكتب أن الإفصاحات المطلوبة لم تكن مثيرة للجدل لأنها كانت صادقة.

### انتقادالقانون
تم انتقاد القانون لعدم معالجة الأسباب الجذرية للصراع، وترك للحكومة الكونغولية مسؤولية توفير بيئة يمكن للشركات من خلالها ممارسة العناية الواجبة وشراء المعادن التي تحتاجها بشكل شرعي، في حين أن آليات الشفافية تفعل ذلك، كان التأثير هو وقف مشاريع التعدين المشروعة التي وفرت سبل العيش للناس، مما قلل من صادرات الكونغو القانونية من التنتالوم بنسبة 90 ٪.
وجد تحقيق أجراه مكتب محاسبة الحكومة الأمريكية أن معظم الشركات لم تكن قادرة على تحديد مصدر معادن الصراع.
انتقد مصنعو التكنولوجيا القانون الذي يطالبهم بتسمية المنتج بأنه ليس خالٍ من النزاعات في جمهورية الكونغو الديمقراطية على أنه كلام قسري، وفيه انتهاك للتعديل الأول.

## قانون مقترح في أوروبا
أقر البرلمان الأوروبي قانونًا في عام 2015؛ المفاوضات جارية حاليا بين الدول الأعضاء حول تفاصيل الصياغة المحددة.
في 16 يونيو 2016، أكد البرلمان الأوروبي أن العناية الواجبة الإلزامية ستكون مطلوبة لجميع شركات الاتحاد الأوروبي التي تستورد القصدير والتنجستن والتنتالوم والذهب وخاماتهم باستثناء أصغرها.
في 17 مايو 2017، أصدر الاتحاد الأوروبي لائحة (2017/821) للبرلمان والمجلس بشأن التزامات العناية الواجبة لسلسلة التوريد لمستوردي القصدير والتنتالوم والتنجستن وخاماتهم والذهب من المتأثرين بالنزاع والمخاطر العالية المناطق، ستدخل اللائحة حيز التنفيذ في يناير 2021، وستطبق مباشرة على الشركات التي تستورد معادن الصراع إلى الاتحاد الأوروبي، بغض النظر عن مكان نشأتها.
في 10 أغسطس 2018، نشرت المفوضية الأوروبية إرشاداتها غير الملزمة لتحديد المناطق المتأثرة بالصراع والمناطق عالية الخطورة ومخاطر سلسلة التوريد الأخرى بموجب اللائحة (الاتحاد الأوروبي) 2017/821 الصادرة عن البرلمان الأوروبي والمجلس.

## موارد الصراع في سلاسل التوريد
تعني الزيادات في تعهيد العمليات التجارية إلى منشآت الإنتاج المنتشرة عالميًا أن المشكلات الاجتماعية وانتهاكات حقوق الإنسان لم تعد مجرد مسألة تنظيمية، بل تحدث أيضًا في كثير من الأحيان في سلاسل التوريد الخاصة بالشركات، وتشكل تحديًا لمديري سلسلة التوريد، إلى جانب الضرر الذي تسببه معادن الصراع حيثما يتم إنتاجها، فإن انتهاكات حقوق الإنسان تشكل أيضًا خطرًا هائلاً على سمعة الشركات، حيث يتوقع المستهلكون ووسائل الإعلام والموظفون أن تتصرف الشركات بمسؤولية ولكنها أصبحت غير متسامحة مع أولئك الذين لا يفعلون ذلك.
وبالتالي، فإن الشركات التي تقع في الجزء السفلي من سلسلة التوريد والتي تكون مرئية بشكل أكبر لأصحاب المصلحة مهددة بشكل خاص بسبب مشاكل سلسلة التوريد الاجتماعية، ويوضح الجدل الأخير حول معادن الصراع أهمية القضايا الاجتماعية وحقوق الإنسان في ممارسة إدارة سلسلة التوريد وكذلك الحاجة الناشئة للرد على النزاعات الاجتماعية، وتتم معالجة معادن الصراع في العديد من المكونات المختلفة في مختلف الصناعات، وبالتالي يكون لها تأثير عام كبير على الأعمال.
تتطلب المبادرات مثل قانون دود-فرانك لإصلاح وول ستريت وحماية المستهلك أو إرشادات العناية الواجبة لمنظمة التعاون الاقتصادي والتنمية لسلاسل التوريد المسؤولة للمعادن من المناطق المتأثرة بالنزاع والمخاطر العالية أن يتحقق مديرو سلسلة التوريد من البضائع المشتراة على أنها خالية من النزاعات أو تنفيذ تدابير لتحسين إدارة أي عدم القدرة على القيام بذلك.
تمر المعادن المستخرجة في شرق الكونغو عبر أيدي العديد من الوسطاء حيث يتم شحنها خارج الكونغو، عبر البلدان المجاورة مثل رواندا أو بوروندي، إلى مصانع المعالجة في شرق آسيا، لهذا السبب، ينطبق قانون معادن النزاع في الولايات المتحدة على المواد التي منشؤها (أو يُزعم أنها منشؤها) من جمهورية الكونغو الديمقراطية وكذلك البلدان التسعة المجاورة: أنغولا، بوروندي، جمهورية إفريقيا الوسطى، جمهورية الكونغو، رواندا، جنوب السودان، زيمبابوي، أوغندا، وزامبيا.
بدأت الشركات في تطبيق آليات الحوكمة لتجنب الآثار السلبية لتوريد معادن الصراع، ومع ذلك، فإن مجرد نقل المسؤوليات في بداية سلسلة التوريد لن يوقف التجارة بالمعادن المتنازع عليها، ولا سيما لسببين:
- خلقت العولمة فجوات في الإدارة بمعنى أن الشركات قادرة على انتهاك حقوق الإنسان دون عقاب من قبل أطراف ثالثة مستقلة، حيث تؤدي هذه الفجوة إلى عدم توزيع المسؤولية مما يجعل مشكلة انتهاكات حقوق الإنسان والصراعات الاجتماعية داخل سلاسل التوريد المتفرقة من المحتمل جدًا أن تستمر، لا سيما بدون اتباع نهج تعاونية لمعالجة أوجه القصور هذه.
- عادة ما تنشأ معادن الصراع من رواسب متنوعة عالميًا ويصعب تتبعها داخل المكونات والمنتجات المصنعة، هذا هو الحال لأنها مختلطة مع معادن مختلفة المنشأ وتضاف إلى السبائك المعدنية،[72] وبالتالي، على الرغم من أن حصة هذه المعادن في المنتجات النهائية الفردية قد تكون ضئيلة، إلا أنها منتشرة في العديد من المنتجات والسلع معًا، تترك هذه الظروف شركات المصب تقريبًا غير قادرة على اكتشاف المخاطر المرتبطة بمعادن الصراع. ومن ثم ، فإن موضوع معادن الصراع يصبح أحد إدارة سلسلة التوريد بدلاً من الأقسام القانونية أو الامتثال للشركات الفردية وحدها، ما هو مطلوب هو آليات فعالة وسلسلة التوريد واسعة النطاق للتتبع والعناية الواجبة التي تسمح للشركات بتحمل المسؤولية الفردية والجماعية كجزء من سلاسل التوريد.[72]

في سياق سلاسل توريد المعادن، تمثل العناية الواجبة مفهوماً شاملاً يهدف إلى توفير تتبع سلسلة العهدة من المنجم إلى التصدير على المستوى القطري، والتتبع الإقليمي لتدفقات المعادن من خلال إنشاء قاعدة بيانات عن مشترياتهم، وإجراء عمليات تدقيق مستقلة على الجميع الجهات الفاعلة في سلسلة التوريد، ومراقبة سلسلة المعادن بأكملها من قبل مدقق سلسلة المعادن، وبهذا المعنى، فإن العناية الواجبة تتجاوز مناهج إدارة المخاطر التقليدية التي تركز عادة على منع التأثيرات المباشرة على الأنشطة التجارية الأساسية للشركات، علاوة على ذلك، تركز العناية الواجبة على أقصى قدر من الشفافية كغاية بحد ذاتها بينما يتم توجيه إدارة المخاطر دائمًا نحو نهاية تجنب الأضرار المباشرة، ومع ذلك، إلى جانب قانون دود-فرانك لإصلاح وول ستريت وحماية المستهلك وإرشادات منظمة التعاون الاقتصادي والتنمية، لا تزال هناك فجوة في ممارسات العناية الواجبة حيث أن المعايير الدولية آخذة في الظهور للتو، وجدت الدراسات أن الدافع وراء العناية الواجبة في سلسلة التوريد وكذلك النتائج المتوقعة لهذه العمليات تختلف بين الشركات، علاوة على ذلك، تم تحديد الحواجز والدوافع وأنماط التنفيذ المختلفة للعناية الواجبة لسلسلة التوريد في البحث العلمي.

## المنظمات والنشطاء المعنيين
تعمل عدد من المنظمات والمشاهير على إيجاد الحلول والتوعية بمعادن الصراع، وتشمل هذه:
- أنقذ الكونغو.[74]
- مشروع كفاية.[75]
- شراكة أفريقيا كندا.[76]
- مبادرة خالية من صراع القصدير[77]
- حلول للأمل.[78]
- رفع الأمل للكونغو.[79]
- تقف كندا.[80]
- معادن الصراع.[81]
- الكونغو سياسيًا.[82]
- ريليف ويب.[83]
- أشلي جود.[83]
- ريان غوسلينغ.[84]
- مراقبة موارد الجنوب الأفريقي.[85]

علاوة على ذلك ، تعمل مؤسسة فايرفون على زيادة الوعي بمعادن الصراع في صناعة الهاتف المحمول وهي شركة تحاول إنتاج هاتف ذكي بشروط عادلة على طول سلسلة التوريد، كما تقوم جمعيات صناعية وتجارية مختلفة برصد التطورات في قوانين معادن النزاع وأطر التتبع، بعض هذه تمثل الإلكترونيات وتجار التجزئة والمجوهرات والتعدين ومكونات الإلكترونيات وقطاعات التصنيع العامة، قادت منظمة واحدة - ITRI وهي منظمة دولية غير ربحية مقرها المملكة المتحدة وتمثل صناعة القصدير ويدعمها أعضائها، وخاصة عمال المناجم والمصاهر، جهودًا لتطوير وتنفيذ مخطط الحقائب والعلامات كعنصر أساسي لإمكانية التتبع الموثوق، لم يكن من المرجح في البداية أن يمتد البرنامج والجهود المرتبطة به إلى ما بعد المرحلة التجريبية بسبب مجموعة متنوعة من مشاكل التنفيذ والتمويل التي حدثت، في النهاية، دخل الجهاز إلى السوق.
في أواخر مارس 2011، أطلقت حكومة المملكة المتحدة قسمًا إعلاميًا على موقع وزارة الخارجية والكومنولث على الويب مخصصًا لمعادن الصراع، يهدف مصدر المعلومات هذا إلى مساعدة الشركات البريطانية في فهم القضايا، وعلى وجه التحديد، متطلبات الولايات المتحدة.
في 6 يناير 2014، أعلنت شركة إنتل العملاقة لأشباه الموصلات أنها ستنأى بنفسها عن معادن الصراع، نتيجة لذلك، ستكون جميع معالجات إنتل الدقيقة من الآن فصاعدًا خالية من التعارض.

## حلول التقارير التجارية
المصنعين وشركاء سلسلة التوريد الذين يحتاجون إلى الامتثال للوائح إعداد التقارير المتزايدة باستمرار لديهم عدد قليل من الخيارات التجارية المتاحة.
كشف تقرير بحثي رئيسي من نوفمبر 2012 من قبل مراقبة موارد جنوب إفريقيا أن عمال مناجم الذهب في شرق جمهورية الكونغو الديمقراطية يتعرضون للاستغلال من قبل المسؤولين الحكوميين الفاسدين والبيروقراطيين وأفراد الأمن، الذين يطالبون جميعًا بضرائب ورسوم وجبايات غير قانونية من عمال المناجم دون تقديم أي خدمات في المقابل، على الرغم من اندفاع الذهب المزعوم في مناطق البلاد، لا يستفيد أي من السكان والقوى العاملة من هذه الصناعة المربحة للغاية.

## قراءات إضافية
- Eichstaedt، Peter (2011). Consuming the Congo: War and Conflict Minerals in the World's Deadliest Place. Chicago: Chicago Review Press. ISBN:978-1-56976-310-0.
- Nest، Michael (2011). Coltan. Malden, MA: Polity Press. ISBN:978-0-7456-4932-0.
- Le Billon، Philippe (2014). Wars of Plunder: Conflicts, Profits and the Politics of Resources. New York, NJ: Oxford University Press. ISBN:9780199333462.

## روابط خارجية
- ConflictMinerals.org
- معادن الصراع 101
- KPMG: توفير معادن الصراع لدود-فرانك